# Бланьяк
Бланья́к (фр. Blagnac, окс. Blanhac) — коммуна во Франции, находится в регионе Юг — Пиренеи. Департамент — Верхняя Гаронна. Административный центр кантона Бланьяк. Округ коммуны — Тулуза. Население  — 27 314 человек (2022).
Код INSEE коммуны — 31069.

## География

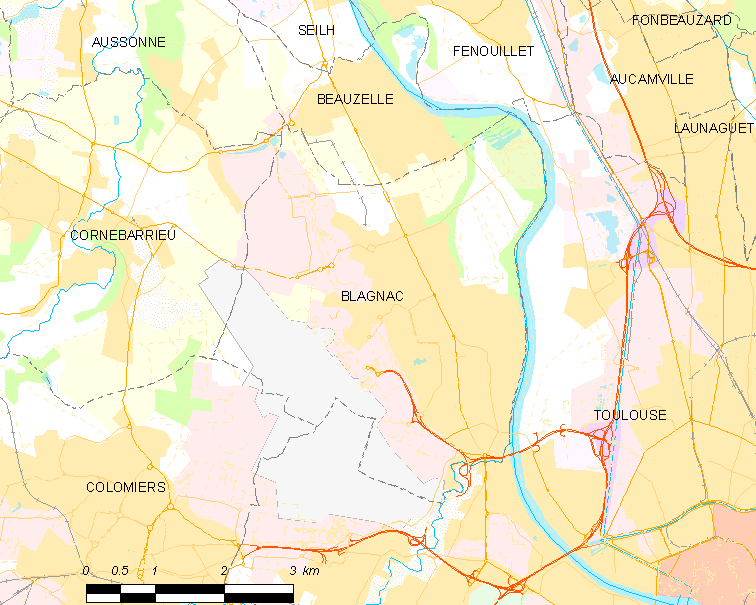
Карта коммуны

Коммуна расположена приблизительно в 590 км к югу от Парижа, в 6 км к северо-западу от Тулузы.
На востоке коммуны протекает река Гаронна, а на юге — река Туш.

## Климат
Климат умеренно-океанический. Зима мягкая и снежная, весна характеризуется сильными дождями и грозами, лето сухое и жаркое, осень солнечная. Преобладают сильные юго-восточные и северо-западные ветры.

## Население
Население коммуны на 2010 год составляло 21 710 человек.
| 1962 | 1968 | 1975   | 1982   | 1990   | 1999   | 2010   |
| ---- | ---- | ------ | ------ | ------ | ------ | ------ |
| 5320 | 8417 | 11 651 | 14 929 | 17 209 | 20 590 | 21 710 |

## Администрация
| Период | Период | Фамилия       | Партия                   | Примечания |
| ------ | ------ | ------------- | ------------------------ | ---------- |
| 1944   | 1971   | Жан-Луи Пюиг  |                          |            |
| 1971   | 1996   | Жак Пюиг      | Радикальная левая партия |            |
| 1996   | 2020   | Бернар Келлер | Радикальная левая партия |            |

## Экономика
В 2010 году среди 15 012 человек трудоспособного возраста (15—64 лет) 11 552 были экономически активными, 3460 — неактивными (показатель активности — 77,0 %, в 1999 году было 74,8 %). Из 11 552 активных жителей работали 10 471 человек (5436 мужчин и 5035 женщин), безработных было 1081 (518 мужчин и 563 женщины). Среди 3460 неактивных 1610 человек были учениками или студентами, 958 — пенсионерами, 892 были неактивными по другим причинам.
В городе расположен головной офис Airbus.

## Достопримечательности
- Церковь Св. Петра (XII век). Исторический памятник с 1926 года[6]
- Ораторий Св. Экзуперия (XV век). Исторический памятник с 1922 года[7]
- Мост через реку Туш (XVIII век). Исторический памятник с 1950 года[8]
- Монастырь Св. Екатерины (XIX век). Исторический памятник с 2001 года[9]

## Города-побратимы
- Букстехуде (Германия)
- Помильяно-д’Арко (Италия)
- Оренбург (Россия)

## Фотогалерея

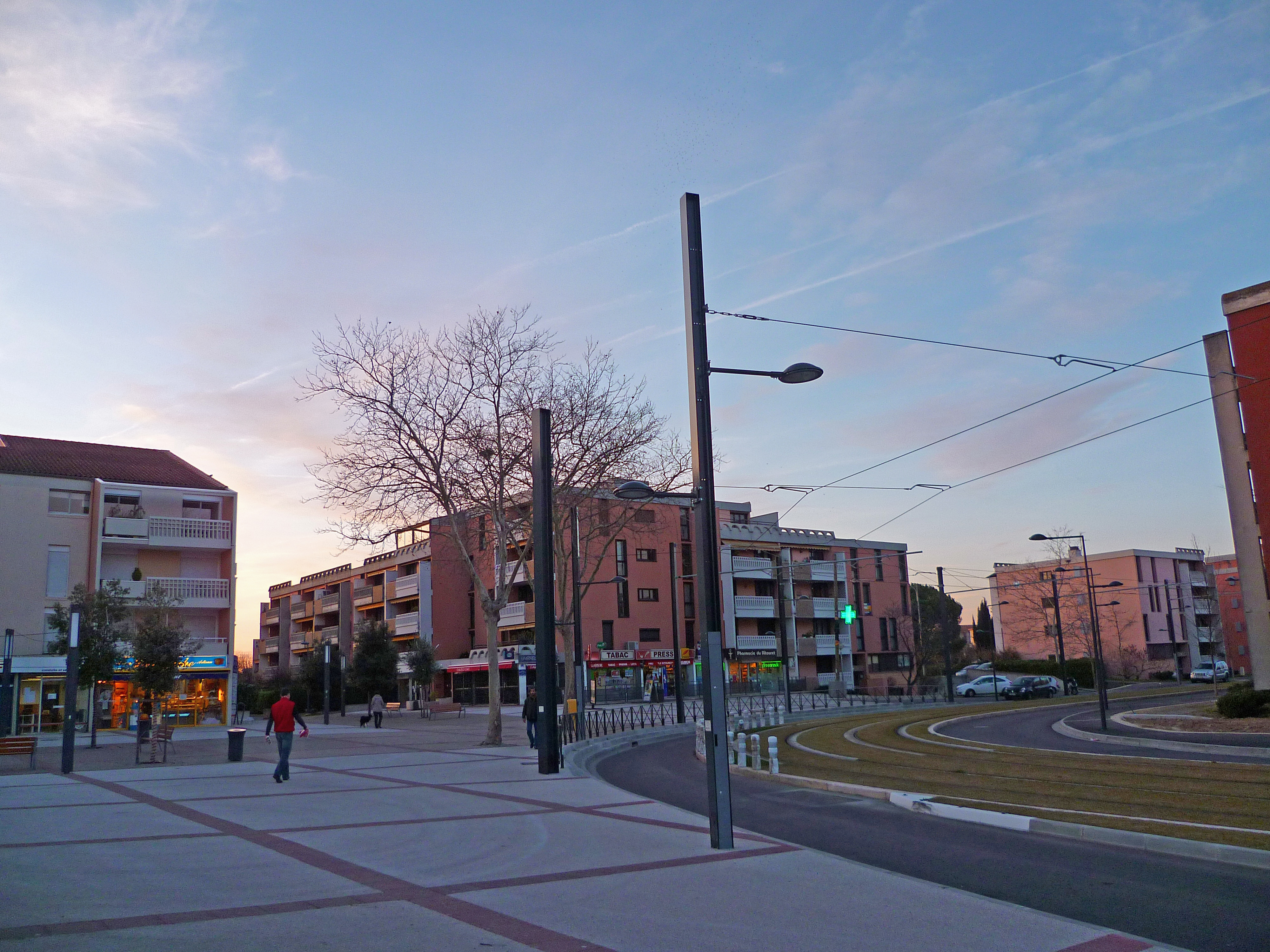
Бланьяк
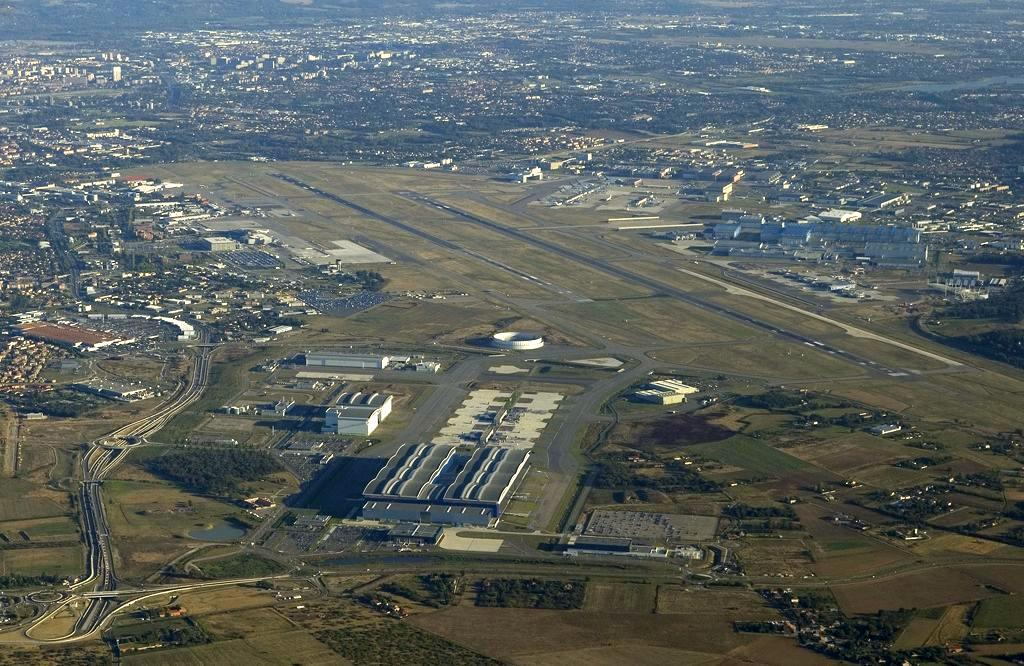
Бланьяк
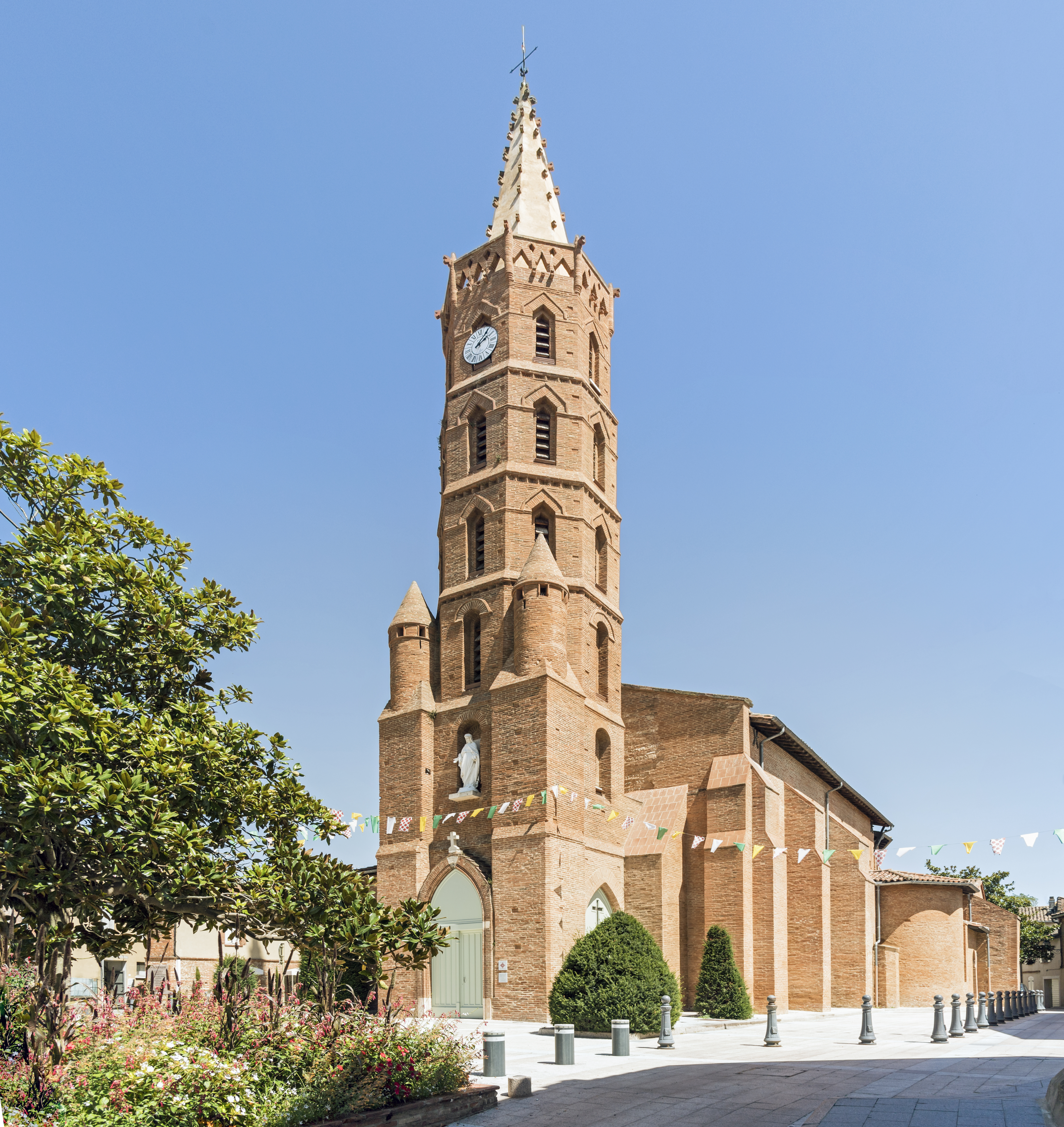
Церковь Св. Петра
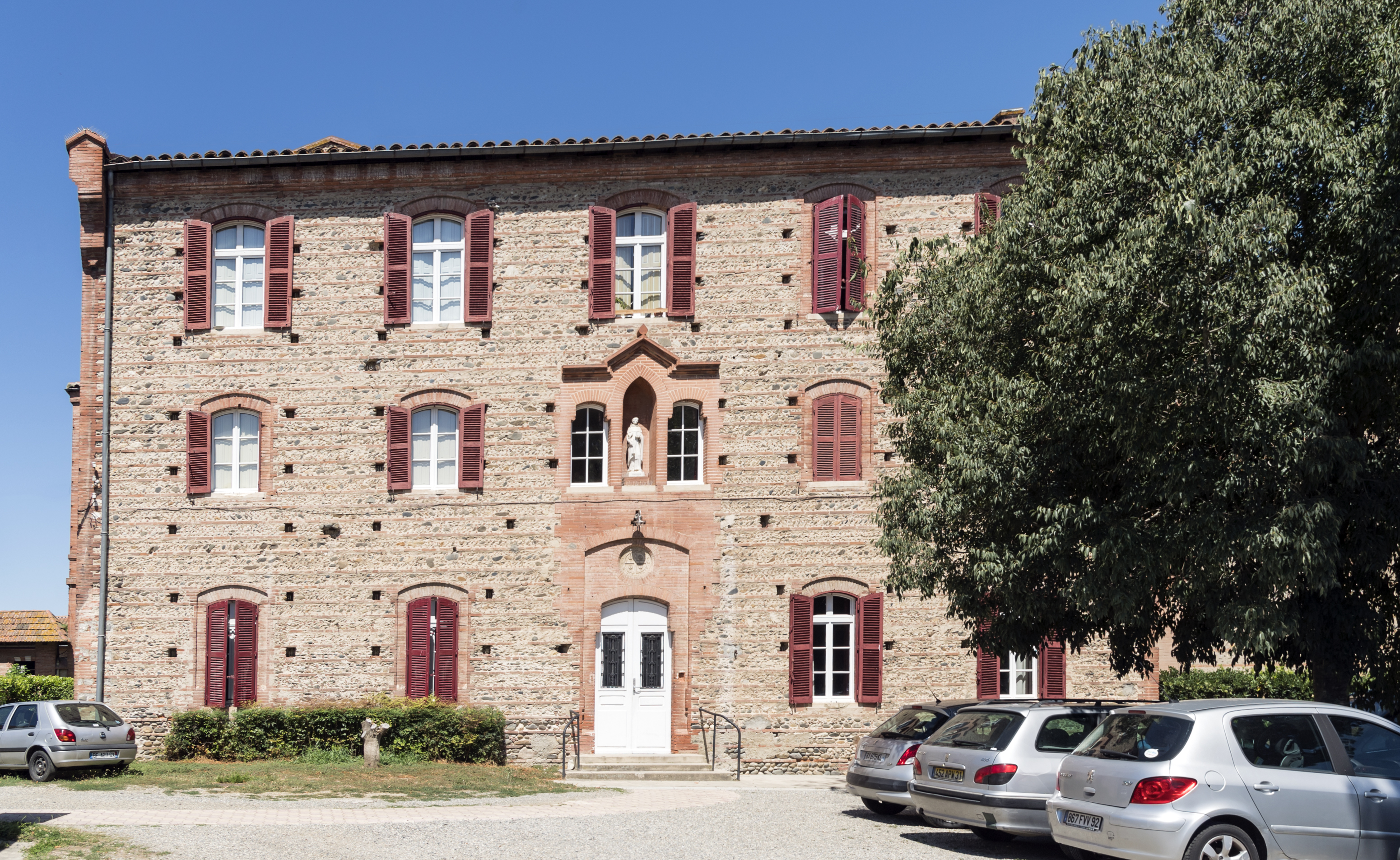
Монастырь Св. Екатерины
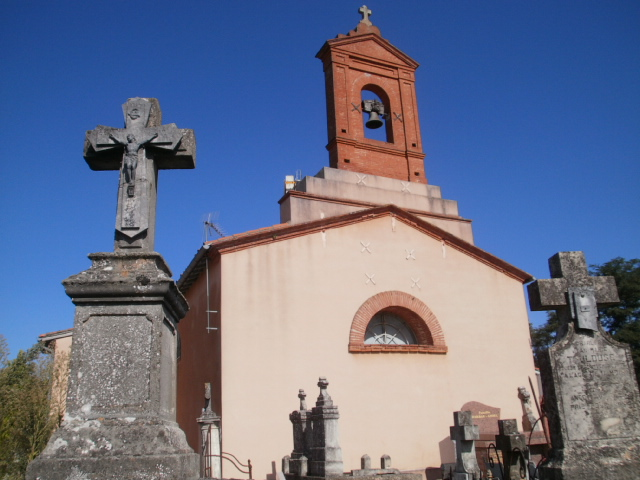
Ораторий Св. Экзуперия